# Ascozonus woolhopensis
Ascozonus woolhopensis är en svampart som först beskrevs av Renny, och fick sitt nu gällande namn av Renny 1874. Ascozonus woolhopensis ingår i släktet Ascozonus och familjen Thelebolaceae.  Arten är reproducerande i Sverige. Inga underarter finns listade i Catalogue of Life.